# Megalestes tuska
Megalestes tuska là loài chuồn chuồn trong họ Synlestidae. Loài này được Wilson & Reels mô tả khoa học đầu tiên năm 2003.